# Stanisław Kuch
Stanisław Kuch (ur. 13 marca 1935 w Pruszkowie, zm. 10 czerwca 2020) – polski łyżwiarz, zawodnik łyżwiarstwa szybkiego, reprezentant kraju.

## Życiorys
Był zawodnikiem Legii Warszawa.
Reprezentował Polskę na wielobojowych mistrzostwach świata w 1959 (41 m.) oraz wielobojowych mistrzostwach Europy w 1957 (32 m.) i 1967 (29 m.).
Na wielobojowych mistrzostwach Polski seniorów zdobył złoty medal w 1958 (wygrał wówczas wyścig na 10 000 metrów) i srebrny medal w 1960 (wygrał wówczas wyścig na 500 metrów), a w 1961 zajął 4. miejsce, ale był najlepszym z Polaków. W 1966 zwyciężył natomiast na wszystkich trzech rozgrywanych dystansach (500 metrów, 1500 metrów i 5000 metrów, klasyfikacji wielobojowej nie ustalono).
Był rekordzistą Polski na 500 metrów (42,50 - 5.01.1966), 1500 metrów (2:18,30 - 25.01.1959 i 2:15,80 - 17.01.1965), 3000 metrów (4:53,90 - 17.12.1964 i 4:51,60 - 9.01.1966), 10 000 metrów (17:45,30 – 29.01.1959 i 17:20,10 - 16.01.1966), a także trzykrotnie w wieloboju (195,245 - 25.01.1959, 193,193 - 24.01.1965, 192,478 - 16.01.1966) i dwukrotnie w tzw. małym wieloboju (190,820 - 27.02.1965, 189,880 - 4.01.1966).
W 1958 ukończył studia w Akademii Wychowania Fizycznego w Warszawie. W 1981 obronił pracę doktorską Ewolucja społeczno-pedagogiczna wartości w systemie pracy klas sportowych napisaną pod kierunkiem Zofii Żukowskiej. Pracował jako trener i kierownik szkolenia, był też dyrektorem Centrum Metodyczno-Szkoleniowego Urzędu Kultury Fizycznej i Sportu, podczas Igrzysk Olimpijskich w Atlancie (1996) był członkiem polskiej Misji Olimpijskiej ds. sportu.